# أودري سيلفيان
أودري سيلفيان (بالفرنسية: Audrey Sylvain)‏ هي موسيقية فرنسية، ولدت في 26 يونيو 1984.

## وصلات خارجية
- أودري سيلفيان على موقع ميوزك برينز (الإنجليزية)
- أودري سيلفيان على موقع أول ميوزيك (الإنجليزية)
- أودري سيلفيان على موقع ديسكوغز (الإنجليزية)